# Nazionale maschile di beach soccer del Belize
La nazionale di beach soccer del Belize rappresenta il Belize nelle competizioni internazionali di beach soccer.

## Rosa
| N. |                   | Ruolo | Calciatore   |
| -- | ----------------- | ----- | ------------ |
| 1  | Belize (bandiera) | P     | Frank Lopez  |
| 2  | Belize (bandiera) | D     | Sean Mas     |
| 3  | Belize (bandiera) | C     | John King    |
| 4  | Belize (bandiera) | A     | Franz Nunez  |
| 5  | Belize (bandiera) | C     | Jeremy James |
| 6  | Belize (bandiera) | D     | Elton Gordon |

| N. |                   | Ruolo | Calciatore    |
| -- | ----------------- | ----- | ------------- |
| 7  | Belize (bandiera) | A     | Dennis Serano |
| 8  | Belize (bandiera) | D     | Lloyd Nunez   |
| 9  | Belize (bandiera) | C     | Lionel Cabral |
| 10 | Belize (bandiera) | C     | Keithon Dyer  |
| 11 | Belize (bandiera) | A     | Shawn Vasquez |
| 12 | Belize (bandiera) | P     | Rugerri Trejo |